# Le Sens de la gravité
Albums de Les Fatals Picards
Public
(2008) Coming out
(2011)
Le Sens de la gravité est un album du groupe Les Fatals Picards sorti en 2009. Il est accompagné d'un DVD comprenant des enregistrements de concerts. Sur cet album aurait dû figurer le titre Le Jour de la mort de Johnny, censuré par Warner Music Group, éditeur de Johnny Hallyday.

## Liste des pistes
1. Le Combat ordinaire
2. Lady Diana
3. Ma baraque aux Bahamas - Intro
4. Ma baraque aux Bahamas
5. Les Princes du Parc
6. Chinese Democracy (valse de Chine)
7. Seul et Célibataire 2
8. Boum (parodie de Superbus)
9. C'est l'histoire d'une meuf
10. Mon père était tellement de gauche
11. Le Jardin
12. Canal St Martin

Contenu du DVD :
1. La Sécurité de l'emploi
2. Djembé man
3. Le Jardin
4. Mon père était tellement de gauche
5. Je viens d'ici
6. Le Combat ordinaire
7. Les Princes du parc
8. 30 millions de punks
9. Moi je vis chez Amélie
10. Française des jeux